# Barbara Probst
Pour les articles homonymes, voir Probst.
Barbara Probst, née le 20 mars 1989 à Paris, est une actrice française. Elle est la fille de la comédienne Catherine Chevallier et du compositeur Dominique Probst, petite-fille de l'actrice Gisèle Casadesus et de Lucien Pascal (de son vrai nom Lucien Probst) et sœur de la soprano Tatiana Probst.

## Biographie
Après une solide formation musicale dans son enfance, Barbara est admise au Conservatoire national supérieur d'art dramatique en 2009 (diplômée en 2014) avant d'être diplômée de la London Academy of Music and Dramatic Art en avril 2012.
Elle débute à la télévision dans Le frangin d'Amérique de Jacques Fansten pour France 2 qui lui vaudra d'être récompensée en 2005 par le Prix révélation et découverte au Festival de Saint-Tropez. Elle joue ensuite dans une vingtaine de films pour le cinéma et la télévision aux côtés de Vincent Perez, Jérémie Renier, Claude Brasseur, François Cluzet, Philippe Torreton, Samuel Labarthe… et sous la direction entre autres de Denis Dercourt, Saphia Azzeddine, Philippe Venault, Laurent Heynemann, Jean-Pierre Mocky…
Au théâtre, Barbara participe en décembre 2011 à une série de lectures d'une pièce de Pascal Lainé au Studio Théâtre de la Comédie-Française, avant d'être engagée quelques mois plus tard par Nicolas Briançon pour jouer aux côtés de Roland Bertin dans Volpone, de Ben Jonson, au théâtre de la Madeleine pour plus de 100 représentations puis en tournée.
En 2014, elle est choisie par Benjamin Biolay pour interpréter le rôle principal de sa comédie musicale Office du tourisme, présentée au Festival de Cannes lors d'une soirée spéciale dans le cadre des Talents Cannes. Sa montée des marches, vêtue d'une robe La Redoute à 179 € dessinée par Delphine Manivet, est particulièrement remarquée.
Elle est connue par les Français pour son rôle d'Elsa dans la série Camping Paradis.

## Filmographie

### Cinéma

#### Longs métrages
- 2009 : Demain dès l'aube... de Denis Dercourt : Christelle
- 2011 : Mon père est femme de ménage de Saphia Azzeddine : Priscilla
- 2017 : Le Semeur de Marine Francen : Jeanne
- 2017 : Le Petit Spirou de Nicolas Bary : cliente de l'hôtel
- 2017 : Maryline de Guillaume Gallienne : l'actrice principale du film Ilan
- 2018 : Demi-sœurs de  Saphia Azzeddine et François-Régis Jeanne : Justine
- 2025 : The Amateur de James Hawes : Gretchen Frank

#### Courts métrages
- 2014 : Bachelorette Party de Maud Lazzerini
- 2014 : Un jour de lucidité de Emilie Barbault et Sarah Barbault : Audrey

### Télévision

#### Séries télévisées
- 2006-2010 & 2018 & 2020 : Camping Paradis : Elsa Delormes (saisons 1 à 3, invitée saisons 9 et 11)
- 2008 : R.I.S Police scientifique : Morgane Simoni (saison 3, épisode Cloaca maxima)
- 2008 : Myster Mocky présente (épisode Cellule insonorisée)
- 2008 : Adresse inconnue (saison 1, épisode 5 : Aurore)
- 2011 : Chez Maupassant : Jeanne
- 2018 : Speakerine de Laurent Tuel : Isabelle Auclair
- 2019 : Missions : Alice (saison 2)
- 2021 : Le Code : Claire Caldeira
- 2024 : Cette nuit-là : Sofia Legrand
- 2025 : L'Or bleu d'Hippolyte Dard

#### Téléfilms
- 2005 : Le Frangin d'Amérique : Juliette
- 2006 : Nos amis les parents : Léa
- 2007 : La Dame d'Izieu : Paulette Lagisquet
- 2009 : La Reine et le Cardinal : Olympe
- 2010 : L'Assassin : Morgane Simoni
- 2011 : Saïgon, l'été de nos 20 ans : Fabienne
- 2021 : Laval, le collaborateur : Martine Naud
- 2022 : Meurtres dans les gorges du Verdon de Stephan Kopecky : Chloé
- 2023 : La Fille de l'assassin de Carole Kornmann : Alix
- 2024 : Bénie soit Sixtine de Sophie Reine : Lydie

## Doublage

### Cinéma

#### Films
- Emma Corrin dans : 
  - My Policeman (2022) : Marion Taylor jeune
  - L'Amant de lady Chatterley (2022) : Connie Reid
  - Nosferatu (2024) : Anna Harding

- Emily Meade dans :
  - Twelve (2010) : Jessica Brayson
  - Money Monster (2016) : Molly

- 2003 : Le Cerf-volant : Lamia (Flavia Béchara)
- 2005 : Moi, toi et tous les autres : Heather (Natasha Slayton)
- 2006 : Conversation(s) avec une femme : la femme jeune (Nora Zehetner)
- 2006 : Bobby : Diane (Lindsay Lohan)
- 2007 : Coup de foudre à Rhode Island : Jane Burns (Alison Pill)
- 2007 : Paranoid Park : Macy (Lauren McKinney)
- 2008 : Wild Child : Poppy Moore (Emma Roberts)
- 2008 : Le Choix de Jane : Fanny Austen-Knight (Imogen Poots)
- 2008 : Un été italien : Kelly (Willa Holland)
- 2008 : La Vague : Karo (Jennifer Ulrich)
- 2011 : Les Trois Mousquetaires : Constance Bonacieux (Gabriella Wilde)
- 2011 : Scream 4 : Trudie (Shenae Grimes-Beech)
- 2012 : Les Saphirs : Kay McCrae (Shari Sebbens)
- 2012 : Broken : Susan Oswald (Rosalie Kosky-Hensman)
- 2013 : Il était temps : Charlotte (Margot Robbie)
- 2014 : Jimmy's Hall : Marie (Aisling Franciosi)
- 2014 : Paradise Lost : Maria (Claudia Traisac)
- 2014 : The Signal : Hailey (Olivia Cooke)
- 2014 : Wolves : Angelina Timmins (Merritt Patterson)
- 2015 : Crimson Peak : Edith Cushing (Mia Wasikowska)
- 2017 : Split : Claire Benoit (Haley Lu Richardson)
- 2018 : Midnight Sun : Katie Price (Bella Thorne)
- 2018 : Curtiz : Kitty (Evelyn Dobos)
- 2019 : Selah et les Spades : Bobby (Ana Mulvoy Ten)
- 2020 : Cuban Network : Ana Margarita Martinez (Ana de Armas)
- 2022 : The Fabelmans : Monica Sherwood (Chloe East)
- 2023 : Asteroid City : June Douglas (Maya Hawke)
- 2024 : Drive-Away Dolls : Jamie (Margaret Qualley)
- 2024 : Emilia Pérez : Jessi del Monte (Selena Gomez)

### Télévision

#### Téléfilms
- 2012 : Le Mystère d'Edwin Drood : Rosa Bud (Tamzin Merchant)
- 2013 : Journal intime d'un prince charmant : Lissie Lensen (Jennifer Ulrich)
- 2015 : Les Dessous de Beverly Hills, 90210 : Jennie Garth (Abbie Cobb (en))
- 2017 : Une mère malveillante : Riley (Virginia Tucker)
- 2019 : Une étudiante sous emprise : Ava (Savannah May)
- 2019 : Ma fille, star des réseaux sociaux... : Jessica Lake (Abby Ross (en))
- 2020 : Je volerai ta vie : Maya Wilson (Erica Anderson)

#### Séries télévisées
- Emma Corrin dans : 
  - Pennyworth (2019) : Esme Winikus (saison 1)
  - The Crown (2020) : Diana Spencer (saison 4)
  - Black Mirror (2025) : Dorothy (saison 7, épisode 3)
- Kristine Frøseth dans : 
  - La Vérité sur l'affaire Harry Quebert (2018) : Nola Kellergan (mini-série)
  - Looking for Alaska (2019) : Alaska Young (mini-série)
- 2006-2010 : Heroes : Jackie Wilcox (Danielle Savre)
- 2008 : Raison et Sentiments : Marianne Dashwood (Charity Wakefield) (mini-série)
- 2014-2020 : L'Héritage empoisonné : Kim Waldemar (Molly Nutley)
- 2019 : Hierro : Pilar Díaz (Kimberley Tell)
- 2019-2021 : Animal Kingdom : Janine jeune (Leila George)
- 2020 : L'Empire Oktoberfest : Clara Prank (Mercedes Müller) (mini-série)

## Distinctions
- 2005 : Révélation et découverte pour Le Frangin d’Amérique (prix collectif pour tous les jeunes comédiens du téléfilm) au Festival de la fiction TV de Saint-Tropez[5].